# Florence Harding
Pour les articles homonymes, voir Harding.
Florence "Flossie" Harding, née Florence Mabel Kling le 15 août 1860 à Marion (Ohio), morte le 21 novembre 1924, fut la « Première dame » des États-Unis du 4 mars 1921 au 2 août 1923 en sa qualité d'épouse du 29e président des États-Unis d'Amérique, Warren Gamaliel Harding.

## Biographie
Elle épouse à 19 ans Henry Atherton DeWolfe (1859-1894) et donne naissance à son fils unique, Marshall Eugene, le 22 septembre 1880. Le couple se sépare peu de temps après et divorce en 1886. 
Le 8 juillet 1891, Florence se remarie avec Warren G. Harding, propriétaire du Marion Star, de cinq ans son cadet. Au cours de la maladie de son mari, elle a assumé la direction commerciale du Marion Star, démontrant immédiatement le talent et le caractère d'un directeur de journal. 
En 1905, Florence subit une opération d'urgence pour néphrite («rein flottant»). En 1914, la carrière politique de Warren Harding l'amène au Sénat, grandement aidé par Florence qui s'occupe de ses finances, de sa vie sociale et de son image publique. En 1920, il est candidat à l'investiture républicaine à la présidence. Le 4 mars 1921, Florence Harding devint première dame, prenant immédiatement un rôle actif dans la politique nationale, semblant même parfois dominer le président. Elle avait une forte influence sur la nomination des membres du cabinet et, lors de la prestation de serment, certains observateurs pensaient qu'elle avait écrit le discours de son mari.
Florence faisait connaître son point de vue sur tout, de la Société des Nations à la vivisection, au racisme et au suffrage des femmes. Elle s'occupait tout spécialement du bien-être des anciens combattants dont elle défendait la cause avec passion. En tout cela, elle épousait son époque car l'activisme des femmes dans les affaires publiques était un thème important dans l'Amérique des années 1920.
En 1923, Florence et son mari n'étaient pas en bonne santé, mais ils entreprirent tout de même une tournée ferroviaire d'un océan à l'autre. Warren tomba gravement malade et décéda à l'hôtel Palace de San Francisco le 2 août 1923. Comme Florence n’a pas demandé une autopsie et a également détruit bon nombre de papiers personnels, une théorie du complot a été présentée dans un livre semi-fictif intitulé La mort étrange du président Harding et publié en 1931, affirmant de façon sensationnelle que Florence avait empoisonné son mari, suggestion qui a été entièrement discréditée. Il est de fait que Florence n'a jamais envisagé de se séparer de son mari en dépit des nombreuses infidélités de celui-ci. 
Le 21 novembre 1924, Florence est décédée d'une insuffisance rénale.

## Source
- (en) Cet article est partiellement ou en totalité issu de l’article de Wikipédia en anglais intitulé « Florence Harding » (voir la liste des auteurs).